# 伊東勤
伊東 勤（いとう つとむ、1962年8月29日 - ）は、熊本県飽託郡託麻村（現：熊本市東区）出身の元プロ野球選手（捕手）・監督・コーチ、野球解説者・評論家。西武ライオンズ黄金時代の正捕手として活躍し、ベストナイン10回受賞（歴代5位タイ、捕手部門歴代2位）、ゴールデングラブ賞11回受賞（歴代2位タイ、捕手部門歴代最多）。

## 経歴

### 高校時代
熊本工業高校（定時制課程）に在籍。高校時代は外野手にコンバートされていたが、同学年で他校のライバルである藤村寿成（九州学院 - 九州産交）の足を封じるために再び捕手に転向した。この藤村寿成の次男である藤村大介は熊本工の後輩にあたる。
3年次の1980年、大津一洋とのバッテリーで夏の熊本大会決勝で秋山幸二を4番でエースに擁した八代高校を破り、第62回全国高等学校野球選手権大会に出場。本人は卒業後に同校出身の兄と同じく県内の社会人野球へ進むつもりだったというが当時西武の監督を務めていた根本陸夫からその才能を見出され、4年次の1981年に熊本工から埼玉県立所沢高等学校（定時制）へ転校、同時に西武球団職員として採用された。昼間は職員としての社務の傍ら練習生として活動し、夜は高校通学という生活を送った。これは根本が他球団に伊東を奪われまいとするための「囲い込み」であったと伝えられる。

### 現役時代（西武選手時代）
1982年、ドラフト1位で正式に西武へ入団。広岡達朗監督と森昌彦ヘッドコーチの厳しい教育を受け、1年目の1982年は33試合、2年目の1983年には56試合出場と経験を積むが、当初はサインを出しても投手陣からは無視される日々が続いた。伊東自身は「正直なところ、私は周囲がイメージするほど森さんの指導を受けていたわけではありません。どちらかといえば距離がありました。これは決して私だけが特別だったわけではなく、ほとんどの選手がそうだったように思います。」と述べている。森からキャッチャーの事で指導されたことはなく技術的な事を指導を受けたのは黒田正宏で（現役時代は先輩キャッチャー、引退後はコーチ）、キャッチャーとしての師匠は黒田の名を挙げている。
3年目の1984年、4月11日の日本ハム戦（後楽園）で当時正捕手であった黒田正宏が大宮龍男の折れたバットを左側頭部に受けて病院に運ばれる。すぐ電話があり「上がってこられないか」と言われ、翌12日に二軍で一番球が速い新人の渡辺久信の球を受けてゴーサインが出て、一軍に合流した。ぶっつけ本番で14日の阪急戦からスタメンに入り、最終的には同年は113試合出場のうち108試合で先発し規定打席に到達。打率.284（リーグ15位）の成績を挙げ同年より正捕手となる。オールスター出場も果たす。
1985年は124試合に出場し打率.258、13本塁打、62打点の成績でリーグ優勝に貢献。ベストナインとダイヤモンドグラブ賞を受賞した。阪神タイガースとの日本シリーズは2勝4敗で敗れた。
広岡に代わり森祇晶が監督に就任した1986年は129試合に出場し打率.234で2年連続のリーグ優勝に貢献。2年連続のベストナインとゴールデングラブ賞を受賞。チームは広島東洋カープとの日本シリーズを4勝3敗1分けで制し、正捕手となり初の日本一。
1987年は124試合に出場し打率.247で3年連続のリーグ優勝に貢献。3年連続のベストナインとゴールデングラブ賞を受賞。チームは読売ジャイアンツとの日本シリーズを4勝2敗で制し、2年連続の日本一。
1988年は129試合に出場し打率.252で4年連続のリーグ優勝に貢献。4年連続のベストナインとゴールデングラブ賞を受賞。チームは中日ドラゴンズとの日本シリーズを4勝1敗で制し、3年連続の日本一。同シリーズでは郭源治から日本一を決めるサヨナラ打を放っている。
1989年は117試合に出場し打率.235で、チームはリーグ3位に終わる。
1990年は5月10日の日本ハム戦（東京ドーム）で頭部に死球を受ける。ヘルメットが破損する程の衝撃であったが、検査を受けた後、翌11日のダイエー戦（平和台）に出場し3点本塁打を放った。最終的に119試合に出場し打率.281（リーグ12位）でリーグ優勝に貢献。2年ぶりにベストナインとゴールデングラブ賞を受賞。読売ジャイアンツとの日本シリーズでは、第2戦での4打点の活躍などでチームは4勝0敗で日本一。優秀選手賞を受賞する。
1991年は124試合に出場し、規定打席に到達した36人中最下位の打率.212、2年連続のリーグ優勝に貢献。2年連続のベストナインとゴールデングラブ賞を受賞。チームは広島東洋カープとの日本シリーズを4勝3敗で制し、2年連続の日本一。オフの契約更改で捕手として球界初の1億円プレーヤーになった。伊東によれば新聞の推定年俸は7700万円から2300万円増のジャスト1億円となっていたが、実際にはもっと上で、この年の年俸がすでに1億円近くまで来ていて、1億2000万円ぐらいになって、実際の年俸と推定年俸の誤差は年俸が上がるにつれて大きくなっていたと述べている。「1億円捕手の扉を開けたのは誇りにしていいと思う。すぐに古田敦也（ヤクルト）、城島健司（ダイエー）、阿部慎之助（巨人）が続くのだが、打撃の評価が高かった彼らの1億円と私の1億円では意味合いが違う。入団から10年間で8度のリーグ優勝、7度の日本一が評価されての大台突破。私一人で勝ち得たのものではない。西武という球団に恵まれたからこその勲章だ。広岡達朗さんが土台をつくって寄せ集め集団を優勝に導き、西武になってから入団した生え抜きが「勝つためにはこういう野球をやらなきゃいけない」という基本を引き継ぐ。戦力的に足りない部分は管理部長の根本陸夫さんがトレードで埋め、バランスのいいチームをつくった。」と述べている。スポーツニッポンと電池工業会の共催で「最優秀バッテリー賞」が制定され、工藤公康とのコンビでパ・リーグの初代受賞者になった。
1992年は124試合に出場し打率.263で3年連続のリーグ優勝に貢献。3年連続のベストナインとゴールデングラブ賞を受賞。チームはヤクルトスワローズとの日本シリーズを4勝3敗で制し、3年連続の日本一。ヤクルトの監督が野村克也だった事もあり世間では野村の弟子古田と森の秘蔵っ子伊東の代理戦争なんて言われたが正直言って不本意で森とは年々距離が開いていた。
1993年は128試合に出場し打率.224で4年連続のリーグ優勝に貢献。しかしポストシーズンでは、チームは前年と同じヤクルトスワローズ相手の日本シリーズにおいて3勝4敗で敗れる。
1994年は4月9日の開幕戦の近鉄戦で通算1000安打となる逆転サヨナラ満塁本塁打を赤堀元之から放った（開幕戦での逆転サヨナラ満塁本塁打は史上初）。8月27日の日本ハム戦（東京ドーム）で通算100号本塁打を達成し、同年には200犠打にも到達した。113試合に出場し打率.254で5年連続のリーグ優勝に貢献しゴールデングラブ賞を受賞。ポストシーズンでは、チームは読売ジャイアンツとの日本シリーズにおいて2勝4敗で敗れる。
森祇晶に代わり東尾修が監督に就任した1995年は125試合に出場し打率.246で、ゴールデングラブ賞受賞、チームはリーグ3位。
1996年はこの年から加入したドラフト1位ルーキーの髙木大成を積極的に起用された結果、出場試合が92試合に減少し、規定打席に到達せず。チームはリーグ3位。尚の後に「東尾修さんが監督になった95年のドラフトで西武は1位で髙木大成を指名した。私が劣っているところは何もないと思っていたが96年のシーズンに入るとよく先発から外された。コーチからの何の説明もない。こちらから聞くといつもお前を推してるんだけど。また怒りに火が付いた。」と当時を振り返っている。ヘッドコーチの大石友好に話を聞きに行き「俺が決めてるんじゃないんだよ。全部監督が決めているんだよ」という答え怒りを覚え、「これを言っているのはオレじゃなくて監督だから」という言動をするコーチです、これでは選手も納得しません、広岡・森時代のコーチにはそういう自分だけの事を考えるコーチはいなかったこういうコーチは最悪と述べている。
1997年は自身の進退を掛けシーズンを挑み、129試合に出場し再び規定打席に到達。打率.280(安打数は自己最多)本塁打も自己最多タイの13本を放ちリーグ優勝に貢献。ベストナインとゴールデングラブ賞を受賞。ポストシーズンでは、チームはヤクルトスワローズとの日本シリーズにおいて1勝4敗で敗れる。
1998年は9月に自身初となる3試合連続本塁打を記録。捕手の中嶋聡が移籍してきたものの正捕手の座を守り114試合に出場しリーグ優勝に貢献。ベストナインとゴールデングラブ賞を受賞。ポストシーズンでは、横浜ベイスターズとの日本シリーズで石井琢朗に好きなように盗塁を決められ東尾は3戦目から中嶋を起用、2勝4敗で敗退。
1999年は死球を受けた影響で7月16日に登録抹消となるが、1983年以来16年ぶりの抹消であった。
2000年4月23日の対日本ハム戦で2000試合出場。
同年オフに球団からコーチ兼任を要請されたが、「中途半端は嫌。まだ現役一本でやりたかった」と断った。
2001年オフにはフロントより現役引退・監督就任要請を受けるも固辞したところ「じゃあプレーイングマネジャーでどうだ」と言われたが、これも辞退し、その結果、伊原春樹作戦兼守備・走塁コーチが監督に昇格。伊東は監督要請を受けた議論の中で「お前が監督をやらなきゃ誰がやるんだ。代わりに誰がいるんだ。」と言われ伊東は「伊原さんがいるじゃないですか」と言い、その後は経緯は知らないが結果として伊原さんが監督になったと述べている。球団から「選手としてはもう評価していない」と言われたため、自らコーチ兼任で申し出た。2002年からは一軍総合コーチ兼任として現役を続行。同年は118試合に出場し打率.255と復活しリーグ優勝に貢献。4年ぶりのベストナインを受賞。ポストシーズンでは、チームは読売ジャイアンツとの日本シリーズにおいて0勝4敗で敗れる。
2003年限りで現役を引退した。

### 西武監督時代
引退直後の2004年より西武監督に就任し、堤義明オーナーから「監督を10年やってほしい」と言われる。コーチ陣はヘッド兼打撃コーチに土井正博（選手時代指導を受けた）、投手コーチに荒木大輔、打撃コーチに立花義家、内野守備走塁コーチ・1塁ベースコーチ笘篠誠治、外野守備走塁コーチ・3塁ベースコーチ清水雅治、バッテリーコーチ植田幸弘と主要コーチはずっと固定し、荒木にローテーションを一任した。伊東本人の引退、松井稼頭央のメジャー移籍、アレックス・カブレラの死球による長期離脱などで苦戦が予想されたが、伊東の穴を細川亨が、松井の穴を中島裕之が、カブレラの穴をロッテから移籍したホセ・フェルナンデスが埋め、レギュラーシーズン2位からプレーオフ、日本シリーズを勝ち進み、2年ぶりのリーグ優勝と12年ぶりの日本一を達成。現役引退後即監督となったのは6人（藤田宗一、稲尾和久、長嶋茂雄、広瀬叔功、有藤道世、高橋由伸、井口資仁）いるが、2004年当時まではいずれも成績は5位（藤田、有藤）か最下位（稲尾、長嶋、広瀬）しかなく、このジンクスを破っての快挙であった（高橋は2位、井口は5位）。同年の中日との日本シリーズは「レオ流」対落合の「オレ流」決戦と言われた。
2005年はオリックス・バファローズとの3位争いを制し、借金2ながら3位に入り、プレーオフでは2位千葉ロッテマリーンズに2連敗で敗れ敗退した。
2006年は7月19日のソフトバンク戦（ヤフー）でクロスプレーの判定を巡り審判に暴力を振るったとして、選手時代・監督時代通じて初の退場処分を受けたが、同年は日本ハムと1ゲーム差の2位となり、プレーオフでは3位ソフトバンクの前に1勝2敗と敗れた。
2007年は怪我人が相次ぎ、交流戦で10連敗を喫するなど低迷、チームは26年ぶりのBクラスに陥落し結局5位でシーズンを終えた。このため、成績不振の責任を取り監督を辞任。伊東曰く実際は「解任」であったとのことで、西武の監督として最後の試合となった10月5日のソフトバンク戦（ヤフー）では、敵地での試合ということもあるが、球団から花束一つ用意されていなかったため、結局自分で花束を買い、ソフトバンクの王貞治監督に頼み込んで花束を渡されるセレモニーを自作自演したという。

### 解説者時代
2007年オフに日本シリーズでNHK衛星第1テレビのゲスト解説として解説者デビューし、2008年から2011年はNHK「プロ野球・メジャーリーグ中継」解説者を務め、週刊ベースボールで公式戦中に「プロフェッショナル配球考」を連載。2009年からはサンケイスポーツ評論家も並行し、2008年11月15日には監督原辰徳の要請で2009 ワールド・ベースボール・クラシック日本代表総合コーチに就任して、日本の連覇に貢献。2010年と2011年には「ジョージア魂」賞の選考委員を務めた。
2011年には韓国KBO・LGツインズ春季キャンプ臨時コーチを務めた。

### 韓国コーチ時代
2012年、斗山ベアーズヘッドコーチに就任。5月22日よりヘッド兼打撃コーチとなったが、6月に打撃コーチの職は解かれた。なかなか上手くいかない事も多く2年契約だったが8月に入ったぐらいで球団に今シーズン限りで退団させてもらうように話をした。なお、2012年1月から10月までの約9か月間に及ぶ斗山での指導者生活は2012年12月2日、NHK衛星放送にて「伊東勤 韓国プロ野球に挑む」というスポーツドキュメンタリー番組として放送された。退団を申し出た1週間後ぐらい8月のある日ロッテの重光昭夫オーナー代行の秘書を名乗るから「一度、代行と食事をしてください」と電話があり韓国のホテルで二人で食事し「手伝ってください」と言われ「機会があったら私でよければいつでも力を貸します」と答え監督西村徳文の続投という記事を読んだので近い将来の話か2軍監督としての準備かと想像していたら「来年から監督をお願いします」と切り出され驚き西村監督続投の記事が出ていましたがと言うと「そういう事実はありません」と言われ、1週間以内に答えをくださいという事で韓国で自分の存在を否定された気持ちなってこのままでは終われないという強い気持ちを持っていて要請を受諾し、すぐに主要なコーチを大筋で決めた。

### ロッテ監督時代
2012年10月17日、千葉ロッテマリーンズ新監督就任が基本合意に達した。10月18日に就任記者会見を行い、「日本一を勝ち取れるチームを作る。派手さは不要、守り勝つ野球をやりたい」と意気込みを語った。背番号は西武監督、斗山コーチ在任時と同じ83。西武監督時代コーチだった立花義家が打撃コーチ、腹心の
清水雅治が外野守備走塁コーチが就任した。秋季キャンプでこれがプロのチームか？と思うほど練習のレベルが低かったことに衝撃を受け、ボビー・バレンタイン監督時代の練習内容が変わり練習時間が短い、基礎体力系の練習もしないし張り込みも投げ込みしない、基礎体力をつける練習に変えた。
2013年は5月以降好調を維持したが夏場に失速。首位争いには敗れたがAクラス争いに入り2位は確保するかに思えた。だが西武が終盤に快進撃を続け勝てば2位が決まる10月8日の西武戦に敗れ3位に終わった。だが3年ぶりAクラスでクライマックスシリーズ入りを果たした。ファーストステージの西武戦は2勝1敗で下しファイナルステージの楽天戦へコマを進めたが、ファイナルステージではシーズン中苦手とした仙台で苦戦した影響が響き、第2戦に勝利したのみで1勝4敗で敗退した。
2014年は西武時代の教え子の涌井秀章が加入した。7月26日の対西武13回戦の試合で、西武が攻撃中の6回一死三塁で打者・秋山翔吾が1-2からの4球目を空振りしたように見えたが、球審の原信一朗の判定はファウルとなり、この判定に抗議に出たが、去り際に原へ暴言を吐いたとして自身通算2度目の退場処分を受けた。4月にAクラスに入った以外は全てBクラスで4位に終わった。
2015年はシーズン3位に入り、クライマックスシリーズ進出。ファーストステージでは北海道日本ハムファイターズを2勝1敗で下してソフトバンクの待つファイナルステージ進出。5年周期で巡ってきたヤフオクドームでのファイナルステージ・ソフトバンク対ロッテの試合で過去2回はロッテが制する展開で今回も期待されたが3連敗で敗退し、日本シリーズ進出はならなかった。
2016年も3位に入り2年連続Aクラス入りを果たした。しかし、クライマックスシリーズではファーストステージでソフトバンクの前に2連敗し、前年のファイナルステージでのリベンジならず返り討ちに遭い球団史上初めてファーストステージで敗退した。
2017年1月16日、プレーヤー部門表彰に於いて野球殿堂入りを果たした。
8月13日、ZOZOマリンスタジアムでの埼玉西武ライオンズ戦前に同年限りで監督を辞任すると表明した。理由は「これだけ成績が思わしくなかったので」と話した。監督代行は立てず、シーズン終了までは指揮した。同年は自身にとって選手、監督通して31年目にして初の最下位に終わった。

### 解説者復帰
監督退任後の2017年10月30日には侍ジャパン強化委員会編成担当強化副本部長、2018年にはNHK解説者に復帰したほか、同時にスポーツニッポン評論家に就任。

### 中日コーチ時代
2018年10月29日、WBCで一緒だった与田剛監督に招聘され、2019年シーズンより中日ドラゴンズヘッドコーチに就任することが発表された。背番号は91。
2019年11月23日に2020年シーズンのコーチングスタッフが発表され、西武監督・斗山コーチ・ロッテ監督在任時に付けていた83への背番号の変更が発表された。
2021年をもって退団。中日コーチ時代について何も出来なかった3年間と述べている。

### 解説者復帰
2022年、NHK解説者及びスポーツニッポン評論家に復帰した。
2023年より、日本野球連盟に新規加盟した社会人野球クラブチームであるARC九州の総監督に就任した。

## 選手としての特徴

### 守備
根本陸夫が管理部長としてチーム編成を行い広岡達朗や森祇晶が監督として指揮をとった西武ライオンズの「黄金期」に長年正捕手として起用され、捕手として歴代3位の2327試合出場。最優秀バッテリー賞は6回受賞。首脳陣や投手陣から厚い信頼を得ていた。
リードは、内角・外角の両サイドを使い、投手の力を最大限引き出し「持ち球」を活かすリードであった。
伊東について落合博満は、「アウトコースを主体とした当り前のリードをする男」と分析している。
西武時代にバッテリーを組んだ鹿取義隆は、「西武時代に組んだ伊東勤捕手は基本的には両サイドを使う手堅いリードだった」と語っている。
また元ヤクルト捕手の大矢明彦は、「いかにも森祇晶さんに育てられた捕手だよなぁと感じます。伊東は粘り強いリードができる捕手でした。勝負に対して最後まであきらめないんです。この粘り強さが、西武の黄金時代を築いた一因になったのは間違いないでしょう。」と評価している。石毛宏典は「森さんが伊東に技術的な指導をしている場面は、ほとんど見ませんでした。ただ、僕らから見えるところでそうだっただけで、リード面、特にインサイドワークなんかは、コーチ室やグラウンド外の場所で個人的に教えていたのかもしれません。内野手だった僕からすると、伊東のキャッチャーとしての資質がどれくらいか、ということはあまりわかりませんが、伊東が主力キャッチャーになっていった時期は、東尾修さんや工藤、渡辺久信、郭泰源、渡辺智男、石井丈裕らすばらしいピッチャーが次から次へと出てきたわけです。なので、リードする立場でありながら、そういったすばらしいピッチャーたちの球を受けることで逆に指導されたというか、学んでいった部分、それによって成長できた部分がたくさんあったのではないでしょうか。」と述べている。伊東は前述に述べているように森からはキャッチャーとして指導は受けてなく指導を受けたのは黒田正宏である。

### 走塁
「走れる捕手」と認められる俊足で通算134盗塁を記録しており、1000試合以上出場した捕手では最多。

## 人物
愛称は「勤（きん）ちゃん」。
既婚で妻との間には1993年2月生まれの男児と女児の双子がいることを公表している。西武の監督時代には、文化放送ライオンズナイターのジングルに双子ともに声の出演をしていた。なお、2月はキャンプ中であるが故に子供の誕生日を家族で祝うことができなかったという。
大の競輪好きで、監督として日本一を果たした2004年には中野浩一のラジオ番組『中野浩一のフリートーク』にもゲスト出演、ライオンズの選手にも競輪好きの輪が広がっているというエピソードを話した。KEIRINグランプリは毎年欠かさず現地観戦しているという。西武監督を辞任して野球評論家として活動していた時には関東地区をはじめとする各地の競輪場でトークショーや予想会、テレビ中継のゲストとして招かれ、競輪関係のイベントにゲストとして参加することも多かった。
そうしたこともあり、野球評論家時代には経済産業省主管の産業構造審議会車両競技分科会委員を委嘱されて車両競技（競輪及びオートレース）活性化小委員会委員を務めていたこともあった。
日本プロ野球において、先発投手が9イニング完全試合状態を継続しながらも、9回終了時に0-0だったためその時点で記録が成立せず延長戦となり、延長10回に登板して安打を許し記録達成を逃した事例は僅か2回だけであるが、伊東は最初の2005年8月27日、インボイスSEIBUドームにおける西口文也の事例においては監督として、2例目となった2022年5月6日、バンテリンドームナゴヤにおける大野雄大の事例においてはNHK BS1の生中継解説者として、いずれも現場に立ち合うという稀有な経験をしている。なお伊東以外には、2005年の試合において対戦相手楽天の4番打者だった山﨑武司も、2022年の試合においてサンテレビジョンの解説者として、両現場に立ち合っていた。
高田繁の大ファンで引っ張り込んで3塁側にファウルを打つ練習をしていた。

## 詳細情報

### 年度別打撃成績
| 年 度      | 球 団      | 試 合 | 打 席 | 打 数 | 得 点 | 安 打 | 二 塁 打 | 三 塁 打 | 本 塁 打 | 塁 打 | 打 点 | 盗 塁 | 盗 塁 死 | 犠 打 | 犠 飛 | 四 球 | 敬 遠 | 死 球 | 三 振 | 併 殺 打 | 打 率 | 出 塁 率 | 長 打 率 | O P S |
| ---------- | ---------- | ----- | ----- | ----- | ----- | ----- | -------- | -------- | -------- | ----- | ----- | ----- | -------- | ----- | ----- | ----- | ----- | ----- | ----- | -------- | ----- | -------- | -------- | ----- |
| 1982       | 西武       | 33    | 36    | 33    | 3     | 8     | 3        | 0        | 0        | 11    | 1     | 0     | 0        | 0     | 0     | 1     | 0     | 2     | 3     | 0        | .242  | .306     | .333     | .639  |
| 1983       | 西武       | 56    | 137   | 108   | 22    | 21    | 3        | 0        | 0        | 24    | 6     | 3     | 2        | 6     | 1     | 17    | 0     | 5     | 19    | 3        | .194  | .328     | .222     | .550  |
| 1984       | 西武       | 113   | 408   | 345   | 44    | 98    | 15       | 1        | 10       | 145   | 44    | 20    | 16       | 12    | 2     | 38    | 0     | 11    | 46    | 4        | .284  | .371     | .420     | .791  |
| 1985       | 西武       | 124   | 481   | 411   | 57    | 106   | 19       | 5        | 13       | 174   | 62    | 13    | 11       | 9     | 6     | 50    | 4     | 5     | 43    | 11       | .258  | .341     | .423     | .764  |
| 1986       | 西武       | 129   | 485   | 418   | 59    | 98    | 20       | 3        | 11       | 157   | 40    | 18    | 11       | 24    | 2     | 39    | 1     | 2     | 70    | 11       | .234  | .302     | .376     | .678  |
| 1987       | 西武       | 124   | 465   | 405   | 42    | 100   | 14       | 1        | 10       | 146   | 51    | 7     | 3        | 15    | 5     | 34    | 2     | 6     | 77    | 7        | .247  | .311     | .360     | .671  |
| 1988       | 西武       | 129   | 506   | 429   | 51    | 108   | 16       | 5        | 11       | 167   | 56    | 2     | 4        | 24    | 2     | 50    | 5     | 1     | 68    | 11       | .252  | .330     | .389     | .719  |
| 1989       | 西武       | 117   | 437   | 374   | 37    | 88    | 14       | 1        | 9        | 131   | 35    | 3     | 2        | 14    | 2     | 45    | 0     | 2     | 56    | 9        | .235  | .319     | .350     | .669  |
| 1990       | 西武       | 119   | 421   | 366   | 47    | 103   | 20       | 3        | 11       | 162   | 43    | 4     | 2        | 16    | 4     | 30    | 3     | 5     | 56    | 2        | .281  | .341     | .443     | .784  |
| 1991       | 西武       | 124   | 461   | 392   | 51    | 83    | 17       | 0        | 8        | 124   | 44    | 3     | 1        | 27    | 2     | 36    | 1     | 4     | 59    | 5        | .212  | .283     | .316     | .599  |
| 1992       | 西武       | 124   | 443   | 365   | 52    | 96    | 14       | 3        | 4        | 128   | 49    | 10    | 2        | 23    | 4     | 45    | 3     | 6     | 59    | 3        | .263  | .350     | .351     | .701  |
| 1993       | 西武       | 128   | 472   | 401   | 36    | 90    | 15       | 1        | 7        | 128   | 39    | 6     | 4        | 19    | 4     | 46    | 0     | 2     | 63    | 9        | .224  | .305     | .319     | .624  |
| 1994       | 西武       | 113   | 403   | 338   | 44    | 86    | 12       | 3        | 8        | 128   | 53    | 17    | 5        | 22    | 3     | 38    | 1     | 2     | 48    | 7        | .254  | .331     | .379     | .710  |
| 1995       | 西武       | 125   | 429   | 386   | 40    | 95    | 21       | 0        | 6        | 134   | 43    | 9     | 4        | 9     | 2     | 27    | 0     | 5     | 59    | 8        | .246  | .302     | .347     | .649  |
| 1996       | 西武       | 92    | 289   | 248   | 24    | 64    | 10       | 0        | 6        | 92    | 26    | 2     | 2        | 11    | 5     | 23    | 1     | 2     | 25    | 6        | .258  | .320     | .371     | .691  |
| 1997       | 西武       | 129   | 494   | 436   | 50    | 122   | 19       | 1        | 13       | 182   | 56    | 5     | 3        | 21    | 2     | 29    | 3     | 6     | 48    | 11       | .280  | .332     | .417     | .749  |
| 1998       | 西武       | 114   | 370   | 325   | 34    | 79    | 11       | 2        | 8        | 118   | 38    | 4     | 1        | 9     | 2     | 31    | 0     | 3     | 42    | 10       | .243  | .313     | .363     | .676  |
| 1999       | 西武       | 95    | 296   | 258   | 27    | 74    | 10       | 1        | 3        | 95    | 24    | 1     | 2        | 9     | 4     | 20    | 0     | 5     | 35    | 6        | .287  | .345     | .368     | .713  |
| 2000       | 西武       | 94    | 277   | 245   | 21    | 52    | 9        | 0        | 5        | 76    | 19    | 3     | 2        | 7     | 1     | 22    | 0     | 2     | 48    | 3        | .212  | .281     | .310     | .591  |
| 2001       | 西武       | 106   | 293   | 236   | 15    | 48    | 5        | 1        | 2        | 61    | 20    | 1     | 1        | 16    | 3     | 35    | 0     | 3     | 41    | 9        | .203  | .310     | .258     | .568  |
| 2002       | 西武       | 118   | 383   | 341   | 29    | 87    | 12       | 1        | 8        | 125   | 50    | 3     | 2        | 9     | 4     | 24    | 0     | 5     | 48    | 9        | .255  | .310     | .367     | .677  |
| 2003       | 西武       | 73    | 205   | 190   | 13    | 32    | 7        | 0        | 3        | 48    | 12    | 0     | 1        | 3     | 0     | 11    | 0     | 1     | 31    | 2        | .168  | .218     | .253     | .471  |
| 通算：22年 | 通算：22年 | 2379  | 8191  | 7050  | 798   | 1738  | 286      | 32       | 156      | 2556  | 811   | 134   | 81       | 305   | 60    | 691   | 24    | 85    | 1044  | 146      | .247  | .319     | .363     | .682  |

### 年度別守備成績
| 年 度      | 球 団      | 捕手  | 捕手  | 捕手  | 捕手  | 捕手  | 捕手     | 捕手  | 捕手     | 捕手     | 捕手     | 捕手     |
| 年 度      | 球 団      | 試 合 | 刺 殺 | 補 殺 | 失 策 | 併 殺 | 守 備 率 | 捕 逸 | 企 図 数 | 許 盗 塁 | 盗 塁 刺 | 阻 止 率 |
| ---------- | ---------- | ----- | ----- | ----- | ----- | ----- | -------- | ----- | -------- | -------- | -------- | -------- |
| 1982       | 西武       | 17    | 41    | 0     | 0     | 0     | 1.000    | 0     | 6        | 6        | 0        | .000     |
| 1983       | 西武       | 53    | 186   | 18    | 1     | 1     | .995     | 6     | 34       | 22       | 12       | .353     |
| 1984       | 西武       | 113   | 564   | 65    | 8     | 7     | .987     | 9     | 122      | 79       | 43       | .352     |
| 1985       | 西武       | 124   | 669   | 66    | 4     | 8     | .995     | 7     | 97       | 59       | 38       | .392     |
| 1986       | 西武       | 129   | 834   | 62    | 4     | 9     | .996     | 3     | 87       | 57       | 30       | .345     |
| 1987       | 西武       | 123   | 647   | 46    | 4     | 7     | .994     | 12    | 77       | 62       | 15       | .195     |
| 1988       | 西武       | 129   | 619   | 52    | 6     | 10    | .991     | 8     | 84       | 60       | 24       | .286     |
| 1989       | 西武       | 115   | 662   | 53    | 5     | 5     | .993     | 2     | 114      | 80       | 34       | .298     |
| 1990       | 西武       | 119   | 798   | 55    | 2     | 16    | .998     | 8     | 84       | 58       | 26       | .310     |
| 1991       | 西武       | 124   | 816   | 53    | 2     | 11    | .998     | 7     | 86       | 54       | 32       | .372     |
| 1992       | 西武       | 123   | 855   | 49    | 6     | 9     | .993     | 2     | 70       | 48       | 22       | .314     |
| 1993       | 西武       | 126   | 934   | 54    | 6     | 15    | .994     | 1     | d85      | 54       | 31       | .365     |
| 1994       | 西武       | 111   | 750   | 45    | 5     | 12    | .994     | 3     | d65      | 37       | 28       | .431     |
| 1995       | 西武       | 123   | 814   | 56    | 5     | 6     | .994     | 2     | 83       | 50       | 33       | .398     |
| 1996       | 西武       | 85    | 568   | 48    | 3     | 7     | .995     | 2     | 54       | 38       | 16       | .296     |
| 1997       | 西武       | 129   | 874   | 69    | 0     | 15    | 1.000    | 2     | 98       | 69       | 29       | .296     |
| 1998       | 西武       | 110   | 704   | 61    | 6     | 16    | .992     | 1     | 85       | 57       | 28       | .329     |
| 1999       | 西武       | 92    | 593   | 42    | 4     | 6     | .994     | 2     | 63       | 45       | 18       | .286     |
| 2000       | 西武       | 88    | 522   | 36    | 3     | 7     | .995     | 4     | 64       | 46       | 18       | .281     |
| 2001       | 西武       | 104   | 594   | 44    | 2     | 7     | .997     | 3     | 56       | 41       | 15       | .268     |
| 2002       | 西武       | 117   | 847   | 48    | 1     | 3     | .999     | 5     | 65       | 49       | 16       | .246     |
| 2003       | 西武       | 73    | 437   | 23    | 0     | 6     | 1.000    | 3     | 40       | 31       | 9        | .225     |
| 通算：22年 | 通算：22年 | 2327  | 14328 | 1045  | 77    | 183   | .995     | 92    | 1673     | 1102     | 571      | .341     |

- 各年度の太字はリーグ最高
- 太字年はゴールデングラブ賞受賞

### 年度別監督成績
レギュラーシーズン
| 年 度     | 球 団     | 順 位      | 試 合 | 勝 利 | 敗 戦 | 引 分 | 勝 率 | 打 率                  | 本 塁 打               | 防 御 率               | 年 齡                  |
| --------- | --------- | ---------- | ----- | ----- | ----- | ----- | ----- | ---------------------- | ---------------------- | ---------------------- | ---------------------- |
| 2004年    | 西武      | 1位（2位） | 133   | 74    | 58    | 1     | .561  | .276                   | 183                    | 4.28                   | 42歳                   |
| 2005年    | 西武      | 3位（3位） | 136   | 67    | 69    | 0     | .493  | .275                   | 131                    | 4.27                   | 43歳                   |
| 2006年    | 西武      | 2位（2位） | 136   | 80    | 54    | 2     | .597  | .269                   | 162                    | 3.64                   | 44歳                   |
| 2007年    | 西武      | 5位        | 144   | 66    | 76    | 2     | .465  | .264                   | 126                    | 3.82                   | 45歳                   |
| 2013年    | ロッテ    | 3位        | 144   | 74    | 68    | 2     | .521  | .262                   | 91                     | 3.77                   | 51歳                   |
| 2014年    | ロッテ    | 4位        | 144   | 66    | 76    | 2     | .465  | .251                   | 96                     | 4.14                   | 52歳                   |
| 2015年    | ロッテ    | 3位        | 143   | 73    | 69    | 1     | .514  | .257                   | 85                     | 3.70                   | 53歳                   |
| 2016年    | ロッテ    | 3位        | 143   | 72    | 68    | 3     | .514  | .256                   | 80                     | 3.66                   | 54歳                   |
| 2017年    | ロッテ    | 6位        | 143   | 54    | 87    | 2     | .383  | .233                   | 95                     | 4.22                   | 55歳                   |
| 通算：9年 | 通算：9年 | 通算：9年  | 1266  | 626   | 625   | 15    | .500  | Aクラス6回、Bクラス3回 | Aクラス6回、Bクラス3回 | Aクラス6回、Bクラス3回 | Aクラス6回、Bクラス3回 |

ポストシーズン
| 年度   | 球団   | 大会名                                     | 対戦相手                     | 勝敗      |
| ------ | ------ | ------------------------------------------ | ---------------------------- | --------- |
| 2004年 | 西武   | パ・リーグプレーオフ第1ステージ            | 北海道日本ハムファイターズ   | 2勝1敗    |
| 2004年 | 西武   | パ・リーグプレーオフ第2ステージ            | 福岡ダイエーホークス         | 3勝2敗    |
| 2004年 | 西武   | 日本シリーズ                               | 中日ドラゴンズ               | 4勝3敗    |
| 2005年 | 西武   | パ・リーグプレーオフ第1ステージ            | 千葉ロッテマリーンズ         | 0勝2敗    |
| 2006年 | 西武   | パ・リーグプレーオフ第1ステージ            | 福岡ソフトバンクホークス     | 1勝2敗    |
| 2013年 | ロッテ | クライマックスシリーズ・1stステージ        | 埼玉西武ライオンズ           | 2勝1敗    |
| 2013年 | ロッテ | クライマックスシリーズ・ファイナルステージ | 東北楽天ゴールデンイーグルス | 1勝4敗 ※1 |
| 2015年 | ロッテ | クライマックスシリーズ・1stステージ        | 北海道日本ハムファイターズ   | 2勝1敗    |
| 2015年 | ロッテ | クライマックスシリーズ・ファイナルステージ | 福岡ソフトバンクホークス     | 0勝4敗 ※1 |
| 2016年 | ロッテ | クライマックスシリーズ・1stステージ        | 福岡ソフトバンクホークス     | 0勝2敗    |

※1 対戦相手にアドバンテージ1勝含む。

### 表彰
- ベストナイン：10回（捕手部門：1985年 - 1988年、1990年 - 1992年、1997年、1998年、2002年） ※捕手部門で10度受賞は歴代2位
- ゴールデングラブ賞：11回（捕手部門：1985年 - 1988年、1990年 - 1992年、1994年、1995年、1997年、1998年） ※受賞回数歴代2位タイ・捕手部門歴代最多（2020年度発表時点）
- パ・リーグ連盟特別表彰：2回（功労賞：2003年、2007年）
- 野球殿堂競技者表彰（2017年）
- 日本シリーズ優秀選手賞：1回（1990年）
- 最優秀バッテリー賞
  - 最優秀バッテリー賞：6回 ※6回選出は歴代最多タイ記録
    - 1991年 投手：工藤公康
    - 1992年 投手：石井丈裕
    - 1996年 投手：西口文也
    - 1997年 投手：西口文也
    - 1998年 投手：西口文也
    - 2002年 投手：豊田清

  - 歴代ベストバッテリー賞（2010年 投手：工藤公康）
- 正力松太郎賞：1回（2004年） ※監督として表彰
- パ・リーグ優勝監督賞：1回（2004年）

### 記録
初記録
- 初出場：1982年4月11日、対阪急ブレーブス前期2回戦（西武ライオンズ球場）、7回表に大石友好に代わり捕手として出場
- 初打席：同上、8回裏に今井雄太郎の前に凡退
- 初安打：1982年5月4日、対近鉄バファローズ前期3回戦（西武ライオンズ球場）、8回裏に村田辰美から二塁打
- 初三振：1982年5月23日、対近鉄バファローズ前期6回戦（秋田市営八橋球場）、9回表に村田辰美から
- 初先発出場：1982年8月29日、対近鉄バファローズ後期7回戦（西武ライオンズ球場）、「8番・捕手」として先発出場
- 初打点：1982年9月29日、対南海ホークス後期10回戦（大阪スタヂアム）、5回表に藤田学から適時打
- 初犠打：1983年8月11日、対日本ハムファイターズ17回戦（岩手県営野球場）、2回裏に木田勇から投手前犠打
- 初盗塁：1983年8月19日、対南海ホークス17回戦（大阪スタヂアム）
- 初本塁打：1984年5月12日、対近鉄バファローズ7回戦（西武ライオンズ球場）、8回裏に村田辰美からソロ

節目の記録
- 1000試合出場：1991年6月26日、対日本ハムファイターズ12回戦（西武ライオンズ球場）、「7番・捕手」として先発出場 ※史上294人目
- 1000安打：1994年4月9日、対近鉄バファローズ1回戦（西武ライオンズ球場）、9回裏に赤堀元之から左越逆転サヨナラ満塁本塁打 ※史上173人目
- 200犠打：1994年7月17日、対福岡ダイエーホークス16回戦（福岡ドーム）、2回表に若田部健一から ※史上14人目
- 100本塁打：1994年8月27日、対日本ハムファイターズ20回戦（東京ドーム）、4回表に芝草宇宙から左越ソロ ※史上179人目
- 1500試合出場：1995年7月9日、対近鉄バファローズ15回戦（藤井寺球場）、8回表に辻発彦の代打として出場 ※史上114人目
- 250犠打：1997年9月6日、対千葉ロッテマリーンズ23回戦（千葉マリンスタジアム）、4回表に榎康弘から投手前犠打 ※史上6人目
- 1500安打：1999年9月3日、対大阪近鉄バファローズ22回戦（大阪ドーム）、2回表に小池秀郎から左前安打 ※史上78人目
- 2000試合出場：2000年4月23日、対日本ハムファイターズ5回戦（東京ドーム）、「8番・捕手」として先発出場 ※史上30人目
- 300犠打：2002年6月8日、対千葉ロッテマリーンズ10回戦（西武ドーム）、6回裏に田中充から捕手前犠打 ※史上4人目
- 150本塁打：2002年7月6日、対大阪近鉄バファローズ12回戦（札幌ドーム）、6回裏にマイク・ジョンソンから左越3ラン ※史上121人目
- 1000三振：2002年7月24日、対日本ハムファイターズ19回戦（東京ドーム）、7回表に芝草宇宙から ※史上28人目

その他の記録
- 通算305犠打 ※パ・リーグ歴代2位、リーグ最多犠打を記録していない選手の中では歴代最多
- フランチャイズ・プレイヤー：デビューから引退まで22年移籍なし
- オールスターゲーム出場：16回（1984年、1985年、1986年、1987年、1988年、1989年、1990年、1991年、1992年、1993年、1994年、1995年、1996年、1997年、1998年、2002年）

### 背番号
- 27（1982年 - 2003年）
- 83（2004年 - 2007年、2012年 - 2017年、2020年 - 2021年）
- 91（2019年）

※練習生時代は76番だったが、正式に登録されたものでないためか、公式サイトのメンバー表や当時の選手名鑑などには記載されず、練習風景などを収めた当時の報道写真や、『まんがスポーツ』（芳文社）に掲載された『伊東勤物語』の作画などで確認できるのみである。なお、スポーツニッポン連載の本人著「我が道」2018年4月8日版においても「練習生として背番号76をもらい…」と述べている。

## 関連情報

### 出演
テレビ番組
- NHKプロ野球
- NHKBS大リーグ中継
- サンデースポーツ